# Střapole
Střapole je vesnice, část obce Bušovice v okrese Rokycany v Plzeňském kraji. Leží jeden a půl kilometru severovýchodně od Bušovic v nadmořské výšce 370 m. V roce 2011 zde trvale žilo 75 obyvatel. U vesnice pramení potok Lužnice.

## Název
Původ jména Střapole tj. Střapolová ves patrně vyšel z německého Stremp – střapec. Není vyloučeno, že Střapole vycházejí z dialektu „střapoliť sa“ (na koho), „střepnit sa“ tj. vynášet se nebo ježiti se (na koho).[zdroj?] Jméno prošlo vývojem. V roce 1283 Strapolicze, 1402 „in Pstrapole … ad Busovicz“. Později pak již nynější název Střapole, i když zpočátku se píše Třapole.

## Historie
Archeologické nálezy v blízkém okolí dokladují přítomnost obyvatel již v prehistorickém období. První písemná zmínka pochází z roku 1283.

## Obyvatelstvo
| Rok            | 1869 | 1880 | 1890 | 1900 | 1910 | 1921 | 1930 | 1950 | 1961 | 1970 | 1980 | 1991 | 2001 | 2011 | 2021 |
| -------------- | ---- | ---- | ---- | ---- | ---- | ---- | ---- | ---- | ---- | ---- | ---- | ---- | ---- | ---- | ---- |
| Počet obyvatel | 168  | 171  | 176  | 167  | 180  | 190  | 186  | 144  | 141  | 122  | 100  | 76   | 74   | 75   | 96   |
| Počet domů     | 30   | 30   | 30   | 31   | 34   | 34   | 37   | 59   | 59   | 38   | 30   | 35   | 33   | 33   | 38   |

## Obecní správa
Při sčítání lidu v letech 1869–1950 Střapole bylo samostatnou obcí, se kterým patřilo nejprve do okresu Plzeň, ale v letech 1900–1950 v okrese Rokycany. Od roku 1960 je částí obce Bušovice v okrese Rokycany.

## Pamětihodnosti
Severozápadně od vesnice se na ostrožně nad Berounkou nachází archeologické pozůstatky eneolitického sídliště a raně středověkého hradiště z osmého a devátého století.

## Galerie

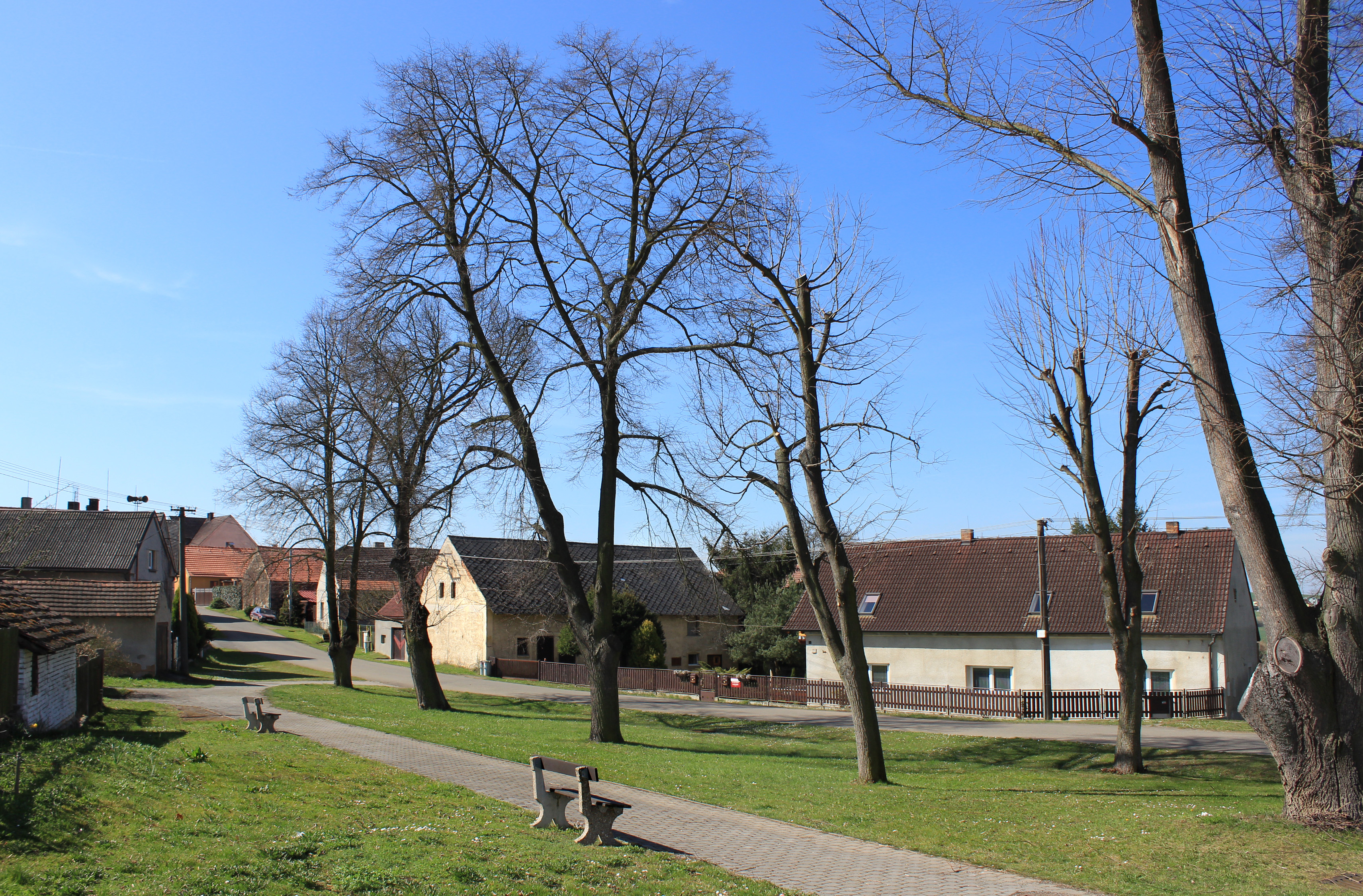
Náves
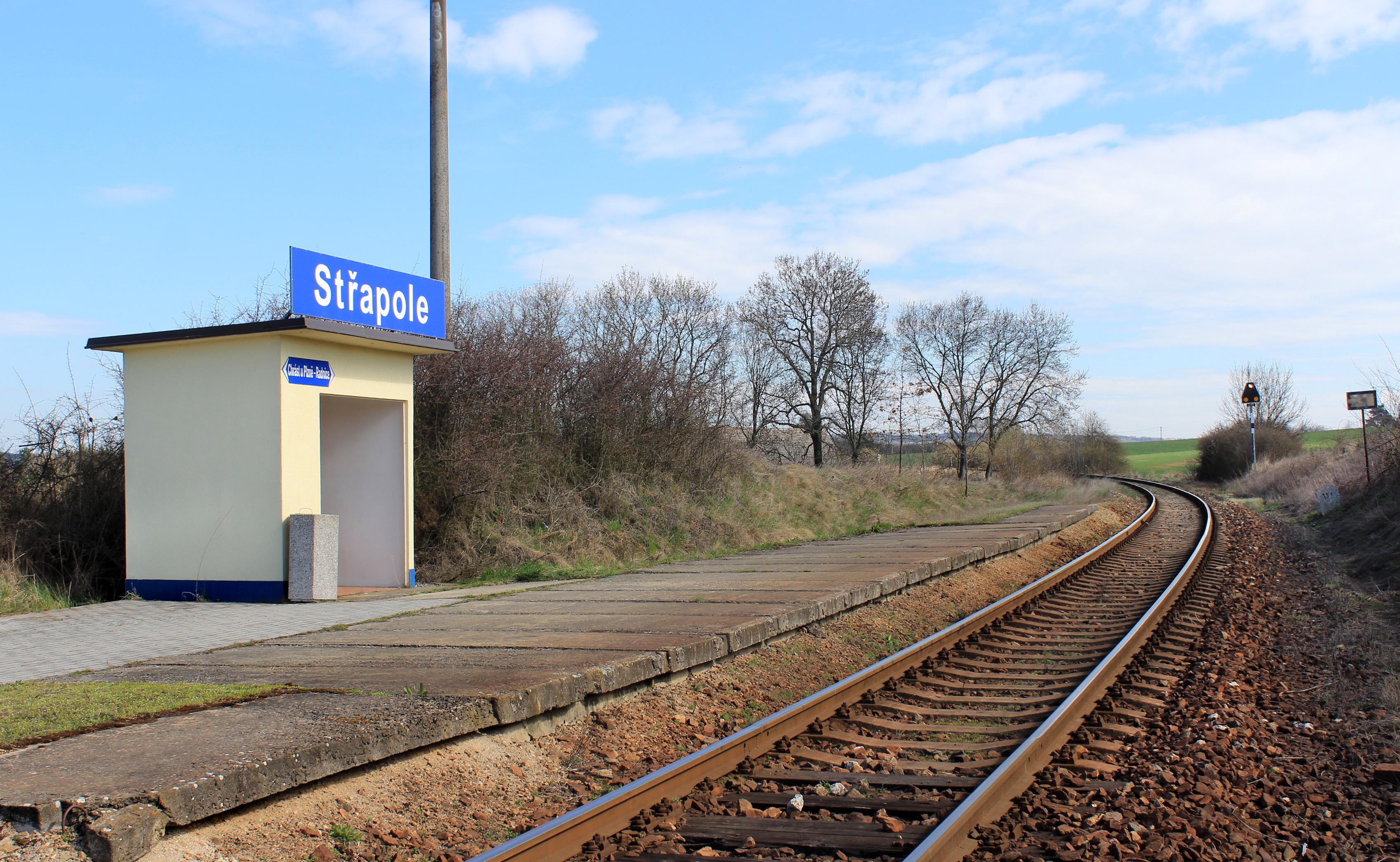
Zastávka
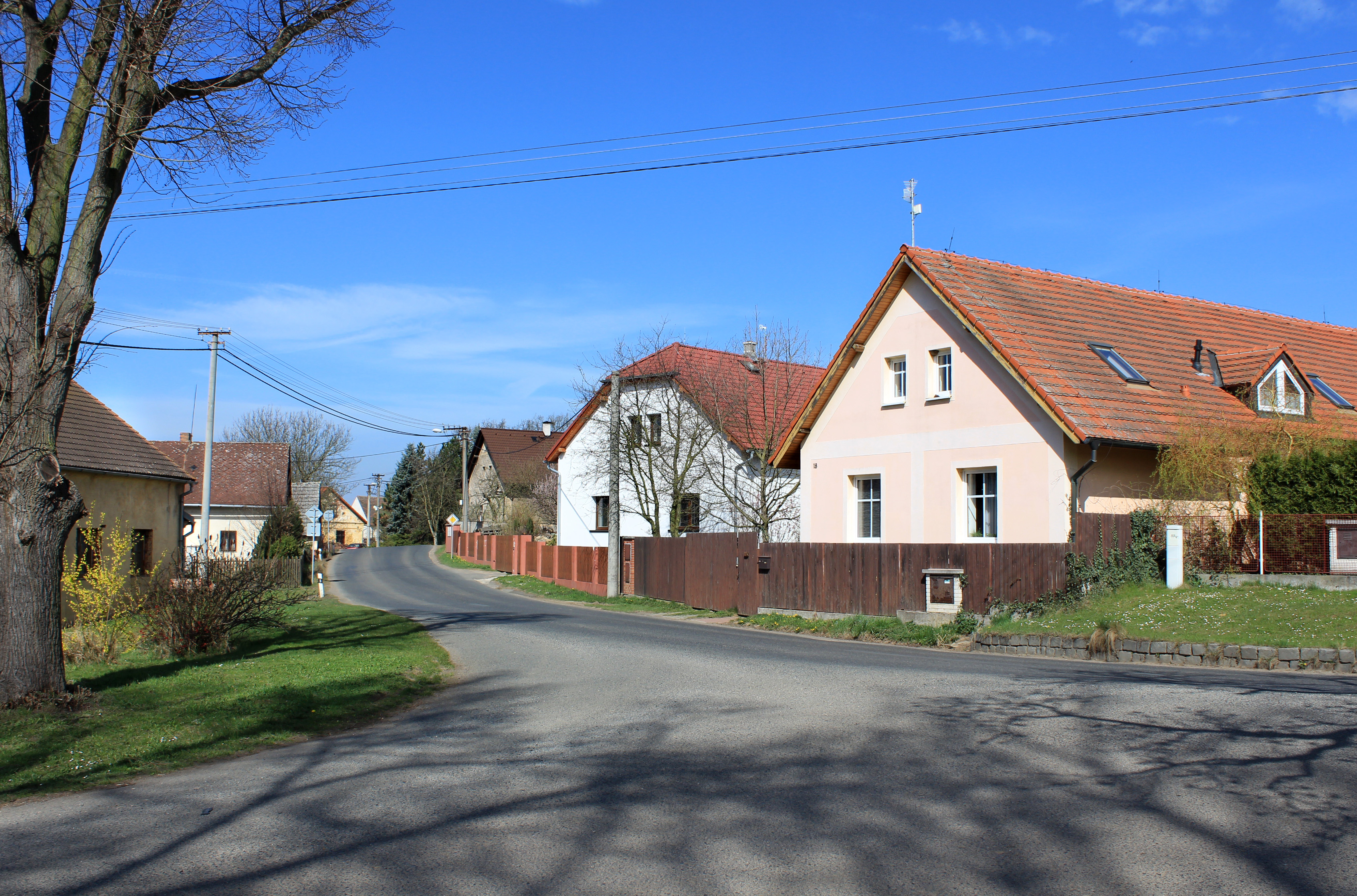
Silnice č. 233